# There Was a Time
"There Was a Time" é uma canção escita e gravada por James Brown e lançada como single pela King Records em 1967.

## História
"There Was a Time" foi gravada em junho de 1967 durante sua apresentação no Apollo Theater em um medley com "Let Yourself Go" e "I Feel All Right", e foi primeiramente lançada em dezembro de 1967 de forma editada como Lado-B do  single "I Can't Stand Myself (When You Touch Me)". A canção alcançou o número 3 da parada R&B — mais alto que o Lado-A — e número 36 da parada Pop. Esta versão da canção também aparece no álbum de 1968 I Can't Stand Myself When You Touch Me. Um versão de 14 minutos do medley feito no Apollo foi lançada no álbum de Brown de 1968 Live at the Apollo, Volume II. Embora tenha sido nominalmente apenas uma das canções no medley, "There Was a Time" se tornou o nome coloquial para toda a sequência. O medley completo foi finalmente lançado na versão Deluxe Edition de Live at the Apollo, Volume II, lançado em 2001.

## Outras gravações
Brown regravou "There Was a Time" em versão jazz com o Dee Felice Trio para seu álbum de 1969 Gettin' Down to It e com a big band de  Louie Bellson para o álbum de 1970 Soul on Top, em uma performance cortada do LP original mas restaurada para seu relançamento de 2004 em CD. Uma versão ao vivo de 1969 aparece no álbum de 1970 Sex Machine. Outra versão ao vivo de "There Was a Time", gravada em agosto de 1968 no concerto em Dallas, Texas, foi lançada pela primeira vez no box set de 1991 Star Time, e novamente em versão remasterizado para o álbum de 1998 Say It Live and Loud: Live in Dallas 08.26.68. Brown também apresenta a canção no filme/concerto James Brown: Man to Man e em Live at the Boston Garden: April 5, 1968.
A banda de apoio ocasional de Brown, os The Dapps gravaram uma versão instrumental de "There Was a Time" com o saxofonista Alfred "Pee Wee" Ellis em 1968. Brown produziu o single.

## Versões cover
"There Was a Time" foi parte do repertório dos The Jackson 5 logo no início de sua carreira. Eles apresentaram a canção no álbum ao vivo Live at the Forum. Em um famoso acontecimento, Michael Jackson e Prince apresentaram a canção enquanto dividiam o palco com James Brown e sua banda no Beverly Theater de Los Angeles em 1983.
Outros artistas que gravaram a canção incluem Gene Chandler, Eddie Harris e The Blue Sky Boys.